# 木原進
木原 進（きはら すすむ、1975年 - ）は、美術プロデューサー。 株式会社梅ノ木文化計畫CEO。

## 概要
1998年、多摩美術大学美術学部芸術学科卒業。2023年、法政大学大学院連帯社会インスティテュート公共政策研究科修了。
有限会社urizen（旧エンガワ、2000〜2020）所属。
アート・ユーザー・カンファレンスをユーザーの声、橋本聡、松井勝正と共に運営している。

## 企画
- 「囚人口 Chop Chop Logic」（参加作家：ミルク倉庫＋高嶋晋一、HAGISO、2013）
- 「みることはつくること vol.1 伊部年彦 展」（参加作家：伊部年彦、HAGISO、2023）

## 論考
- 「シジフォスの石──完成させない建築《サグラダ・ファミリア》」（『Sa+: ISSUE #004 声と芸術生産』 2016）
- 「パサジェルカ—芸術を媒介にして世界を認識する」（『引込線 2017』（書籍『引込線 2017』 2018）